# Президентские выборы в Иране (1985)
Президентские выборы 1985 года в Иране состоялись 16 августа 1985 года. Действующий президент Али Хаменеи выдвинул свою кандидатуру по настоянию высшего руководителя Ирана аятоллы Хомейни. После выдвижения Хаменеи считался явным фаворитом избирательной кампании и одержал победу с 87,9 % голосов. В президентских выборах также приняли участие лидер Исламской коалиционной партии Хабибулла Асгаролади и независимый кандидат Махмуд Кашани. Мехди Базарган не был допущен до выборов Советом стражей конституции.
| Результаты выборов                          | Результаты выборов               | Результаты выборов         | Результаты выборов | Результаты выборов | Результаты выборов |
| Партия                                      | Партия                           | Кандидат                   | Число голосов      | %                  |                    |
| ------------------------------------------- | -------------------------------- | -------------------------- | ------------------ | ------------------ | ------------------ |
|                                             | Исламская республиканская партия | Али Хаменеи                | 12,203,870         | 87,9 %             |                    |
|                                             | Независимый                      | Махмуд Кашани              | 1,402,416          | 10,1 %             |                    |
|                                             | Исламская коалиционная партия    | Хабибулла Асгаролади       | 283,297            | 2.0%               |                    |
| Недействительные бюллетени                  | Недействительные бюллетени       | Недействительные бюллетени | 355,047            |                    |                    |
| Всего                                       | Всего                            | Всего                      | 14,244,630         | 100.00 %           | 100.00 %           |
| Явка                                        | Явка                             | Явка                       | 68 %               | 68 %               | 68 %               |
| Источник: Министерство внутренних дел Ирана |                                  |                            |                    |                    |                    |